# Ginkgolit

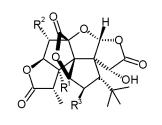
Cấu trúc hóa học của các ginkgolit

Ginkgolit là tên gọi chung để chỉ các chất hoạt hóa sinh học lacton terpenoit có trong bạch quả (Ginkgo biloba). Chúng là các diterpenoit, nghĩa là có bộ khung mạch 20-cacbon và được tổng hợp từ geranylgeraniol pyrophotphat.
|   | R1 | R2 | R3 |
| A | OH | H  | H  |
| B | OH | OH | H  |
| C | OH | OH | OH |
| J | OH | H  | OH |
| M | H  | OH | OH |